# ВВЕР-1000
ВВЕР-1000 — водно-водяний енергетичний реактор, теплоносієм і сповільнювачем у якому служить вода під тиском. Являє собою ІІ покоління легководних реакторів великої потужності. Електрична потужність енергоблоків становить 1000 МВт. Теплова — 3000 Мвт. Ядерні реактори цього типу в Україні встановлені на Запорізькій, Рівненській, Хмельницькій, Південноукраїнській АЕС. ВВЕР-1000 також є на АЕС Росії, Болгарії, Чехії та Китаю.

## Конструкція
Реактор складається з:

Конструкція реактора

Схема першого контуру РУ ВВЕР-1000/320:
CP-1,2,3,4 — циркуляційні насоси; SG-1,2,3,4 — парогенератори; NR — ядерний реактор; P — компенсатор тиску

- корпусу з кришкою та ущільнювальними елементами;
- шахти внутрішньо-корпусної з вигородкою, в яких розміщуються тепловидільні збірки (ТВЗ) з тепловидільними елементами (твели);
- теплового екрану;
- блоку захисних труб (БЗТ);
- органів системи керування;
- теплового та біологічного захисту.

В енергетичних реакторах корпусного типу ВВЕР як сповільнювач нейтронів і теплоносій використовується звичайна вода (гетерогенний реактор). Активна зона поміщається в один загальний корпус, через який прокачується вода. Використовується двоконтурна схема тепловідведення. У корпусному некиплячому реакторі активна зона розміщена в високоміцному, товстостінному сталевому баку. Діаметр активної зони 3,12 м, висота 3,5 м, завантаження природного урану 66 т, збагачення 235U до 3-4 %.
Корпус реактора є одним з найважливіших конструктивних елементів і повинен забезпечувати абсолютну надійність і повну герметичність як у звичайних умовах роботи, так і при можливих аварійних ситуаціях. Корпус повністю заповнений водою під високим тиском (≥15,7 МПа).
Перший контур реактора повністю ізольований від другого, що зменшує радіоактивні викиди в атмосферу. Циркуляційні насоси прокачують воду через реактор і теплообмінник (живлення циркуляційних насосів йде від турбіни). Вода реакторного контуру перебуває під високим тиском, тому незважаючи на її високу температуру (320 °С — на виході, 289 °С — на вході в реактор) її закипання не відбувається.
Вода другого контуру знаходиться під робочим тиском в 6,4 МПа, тому в теплообміннику (парогенераторі) вона перетворюється на пару при робочій температурі в 280 °C. У теплообміннику-парогенераторі теплоносій, що циркулює по першому контуру, віддає тепло воді другого контуру. Пара, що генерується в парогенераторі, по головних паропроводах другого контуру надходить в турбіни та віддає частину своєї енергії на їх обертання, після чого йде в конденсатор. Конденсатор, що охолоджується водою циркуляційного контуру (так би мовити, третій контур), забезпечує збір та конденсацію відпрацьованої пари. Конденсат, пройшовши систему підігрівачів, подається знову в теплообмінник і цикл повторюється знову.
Для зручності перевантаження і транспортування твели реактора збирають у спеціальні тепловиділяючі збірки — ТВЗ. ТВЗ мають шестигранну форму. Реактор має 163 шт. ТВЗ, які розташовані в середині активної зони з кроком 20-25 см. Всі ТВЗ в активній зоні монтуються у вигородці шахти внутрішньо-корпусної (ШВК). Нижнім кінцем ТВЗ впирається в стакан ШВК, а верхній її кінець (головку) притискає БЗТ. Стакани ШВК, вигородка і БЗТ утримують ТВЗ в потрібному положенні.

## Технічні характеристики
| Параметр                                                             | Значення                                 |
| -------------------------------------------------------------------- | ---------------------------------------- |
| Потужність теплова номінальна, МВт                                   | 3000                                     |
| Потужність електрична номінальна, МВт                                | 1000                                     |
| Паливо                                                               | Уран-235, збагачений до 3-4 % (66 тонн.) |
| Тривалість роботи між перезавантаженнями палива, місяців             | 12                                       |
| Внутрішній діаметр корпусу реактора, м                               | 4,136                                    |
| Кількість насосів першого контуру, шт.                               | 4                                        |
| Тиск теплоносія першого контуру, МПа                                 | 15,7                                     |
| Загальна витрата теплоносія першого контуру, м3/год                  | 84800                                    |
| Температура теплоносія першого контуру на вході в реактор, °С        | 290                                      |
| Температура теплоносія першого контуру на виході з реактора, °С      | 320                                      |
| Кількість парогенераторів, шт.                                       | 4                                        |
| Тиск пари, МПа                                                       | 6,27                                     |
| Температура пари, °С                                                 | 278,5                                    |
| Паропродуктивність, т./год.                                          | 1470                                     |
| Кількість гідроємностей системи аварійного охолодження, шт.          | 4                                        |
| Кількість високонапірних насосів системи аварійного охолодження, шт. | 3                                        |

## АЕСз ВВЕР-1000

### Загальні дані

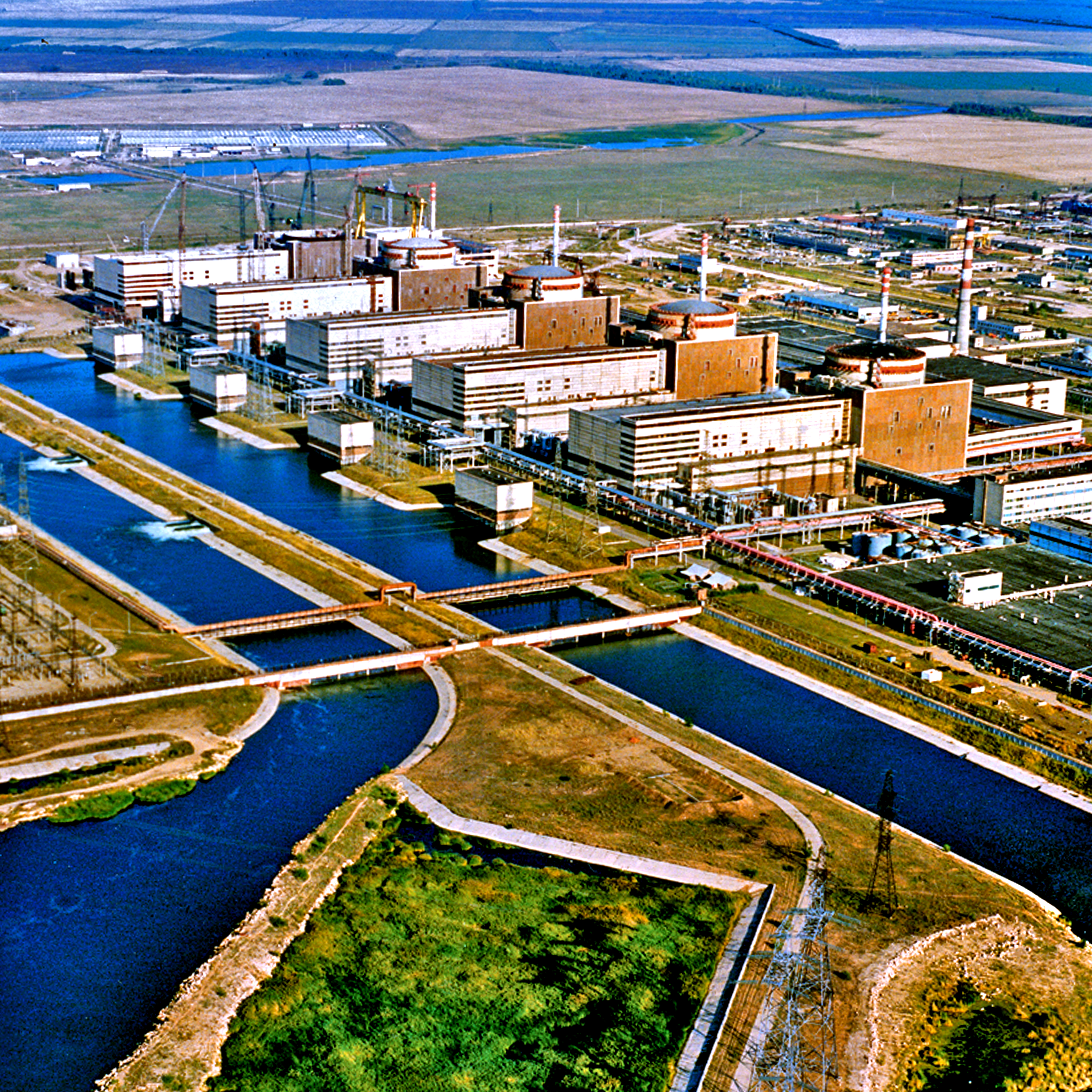
Вид на Балаковську АЕС з чотирма діючими енергоблоками з боку підвідних каналів водойми-охолоджувача

Найчастіше в генеральному плані АЕС з ВВЕР-1000 передбачається розміщення на одному майданчику декількох енергоблоків. Це пов'язано з необхідністю утримувати на майданчику загальні для всіх блоків служби, обладнання та інфраструктуру. Кожен головний корпус є моноблоком і складається із реакторного відділення (РВ), машинного залу (МЗ), деаераторної етажерки (ДЕ) і етажерки електротехнічних пристроїв (ЕЕТП), яка примикає до машинного залу. У головному корпусі розміщується наступне основне устаткування:
- реактор типу ВВЕР-1000,
- турбінна установка типу К-1000-60/1500, К-1000-60/3000 і т. ін.,
- генератор типу ТВВ-1000.

Технічне водопостачання на АЕС з ВВЕР-1000 застосовується оборотне, тобто технічна вода циркулює по замкнутому колу. В оборотних системах використовуються три типи охолоджувачів: ставки-охолоджувачі, бризкальні басейни і баштові градирні. У різних проєктах використовуються комбінації з цих типів, так як автономних систем технічного водопостачання, як правило, три: система охолодження конденсаторів турбіни, система охолодження невідповідальних споживачів і система охолодження відповідальних споживачів (обладнання, в тому числі й аварійного, перерв у водопостачанні якого не допускається в будь-яких режимах роботи).

### Принцип роботи

Умовна схема енергоблоку з водо-водяним реактором. 1 — реактор, 2 — паливо, 3 — регулювальні стрижні, 4 — приводи СУЗ, 5 — компенсатор тиску (КТ), 6 — теплообмінні трубки парогенератора, 7 — подача живильної води в парогенератор, 8 — циліндр високого тиску турбіни (ЦНВ), 9 — циліндр низького тиску турбіни (ЦНТ), 10 — генератор, 11 — збудник, 12 — конденсатор, 13 — система охолодження конденсаторів турбіни, 14 — підігрівачі, 15 — турбоживильний насос, 16 — конденсатний насос, 17 — головний циркуляційний насос (ГЦН), 18 — підключення генератора до мережі, 19 — подача пари на турбіну, 20 — гермооболонка

Технологічна схема кожного блоку двоконтурна. Перший контур є радіоактивним, у нього входить водо-водяний енергетичний реактор ВВЕР-1000 тепловою потужністю 3000 МВт і чотири циркуляційних петлі, яким через активну зону за допомогою головних циркуляційних насосів прокачується теплоносій — вода під тиском у 15,7 МПа (160 кгс/см²). Температура води на вході в реактор приблизно дорівнює 289 °С, на виході — 322 °C. Циркуляційна витрата води через реактор становить 84000 т/год. Нагріта в реакторі вода поступає чотирма трубопроводами в парогенератори. Тиск і рівень теплоносія першого контуру підтримуються за допомогою парового компенсатора тиску.
Другий контур — нерадіоактивний, складається з випарної і водоживильної установок, блокової знесолювальної установки і турбоагрегату електричною потужністю 1000 МВт. Теплоносій першого контуру охолоджується в парогенераторах, віддаючи при цьому тепло воді другого контуру. Насичена пара, вироблена в парогенераторі, з тиском 6,4 МПа і температурою 280 °C подається в збірний паропровід і спрямовується на турбоустановку, що приводить в обертання електрогенератор. У другий контур також входять конденсатні насоси першого і другого ступенів, підігрівачі високого (ПВТ) і низького тиску (ПНТ), деаератор, турбоживильні насоси.

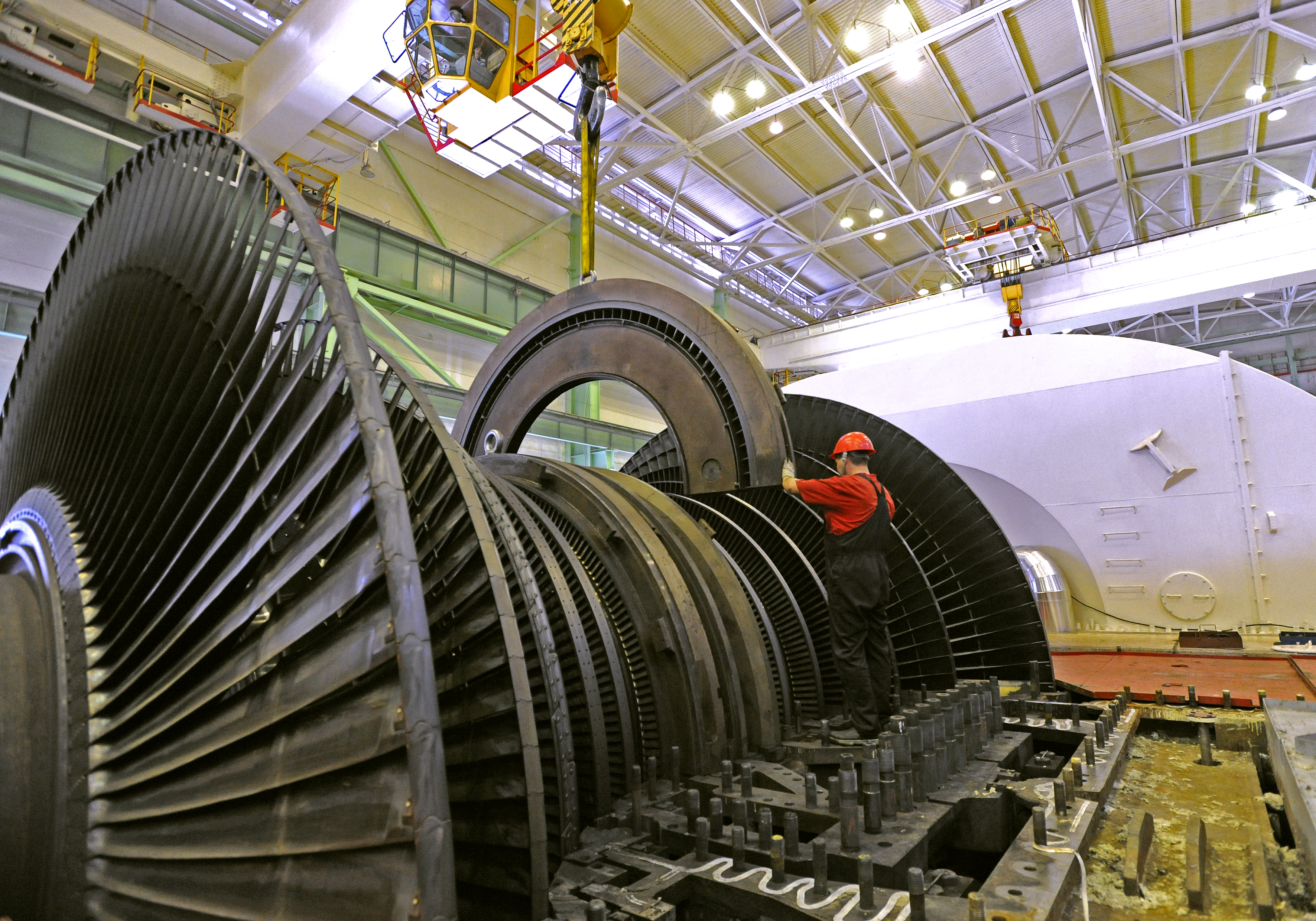
Розібрана турбіна К-1000-60/1500

У другому контурі пара з вологістю 0,5 % з чотирьох парогенераторів по паропроводу через стопорно-регулюючі клапани підводиться в середину двухпоточного симетричного циліндра високого тиску (ЦВТ) турбіни, де після розширення з тиском в 1,2 МПа і вологістю 12 % направляється до чотирьох сепараторів-пароперегрівачів (СПП), в яких після осушення пари (конденсат для використання його теплоти відводиться в деаератор) здійснюється її двоступінчастий перегрів, у першій ступені парою першого відбору з тиском в 3 МПа і температурою 234 °C, у другій — свіжою парою. Конденсат гріючої пари, що утворився, направляється в підігрівачі високого тиску (ПВТ) для передачі його теплоти живильній воді. Основна ж перегріта пара при параметрах 1,13 МПа і 250 °C надходить у дві ресиверні труби, розташовані по боках турбіни, а з них — через стопорні поворотні заслінки — у 3 (турбіна К-1000-60/1500), або 4 (К-1000-60/3000) однакових двопоточних циліндри низького тиску (ЦНТ). Далі з кожного ЦНТ пара поступає в свій конденсатор. Регенеративна система установки складається з чотирьох підігрівачів низького тиску (ПНТ), деаератора і двох груп ПВТ. Живильна вода в ПВД подається двома турбоживильними насосами потужністю близько 12 МВт кожен, їх приводна турбіна приводиться в рух перегрітою парою, що відбираються за СПП, і має власний конденсатор. Турбоживильні насоси призначені для подачі живильної води з деаератора в парогенератори через систему регенеративних підігрівачів високого тиску, їх два на кожен енергоблок. Кожен насос складається з двох: головного і бустерного. Всі разом вони утворюють єдиний турбо-насосний агрегат, що приводиться в дію конденсатною турбіною. Продуктивність кожного турбоживильного насоса близько 3800 м³/год. У бустерних насосів частота обертання становить 1800 об/хв, що розвиває тиск в 1,94 МПа. У головних — 3500 об/хв і 7,33 МПа. Турбоживильний агрегат дуже масивний і має власну маслосистему, а його турбіна — конденсатор. Для блоків з ВВЕР-1000 резервних насосів не передбачено, що пов'язано з необхідністю прогріву трубопривода перед включенням, тому при виході із ладу одного з них потужність енергоблоку знижується на 50 %. Для аварійних режимів, режимів пуску і розхолоджування передбачені допоміжні живильні електронасоси

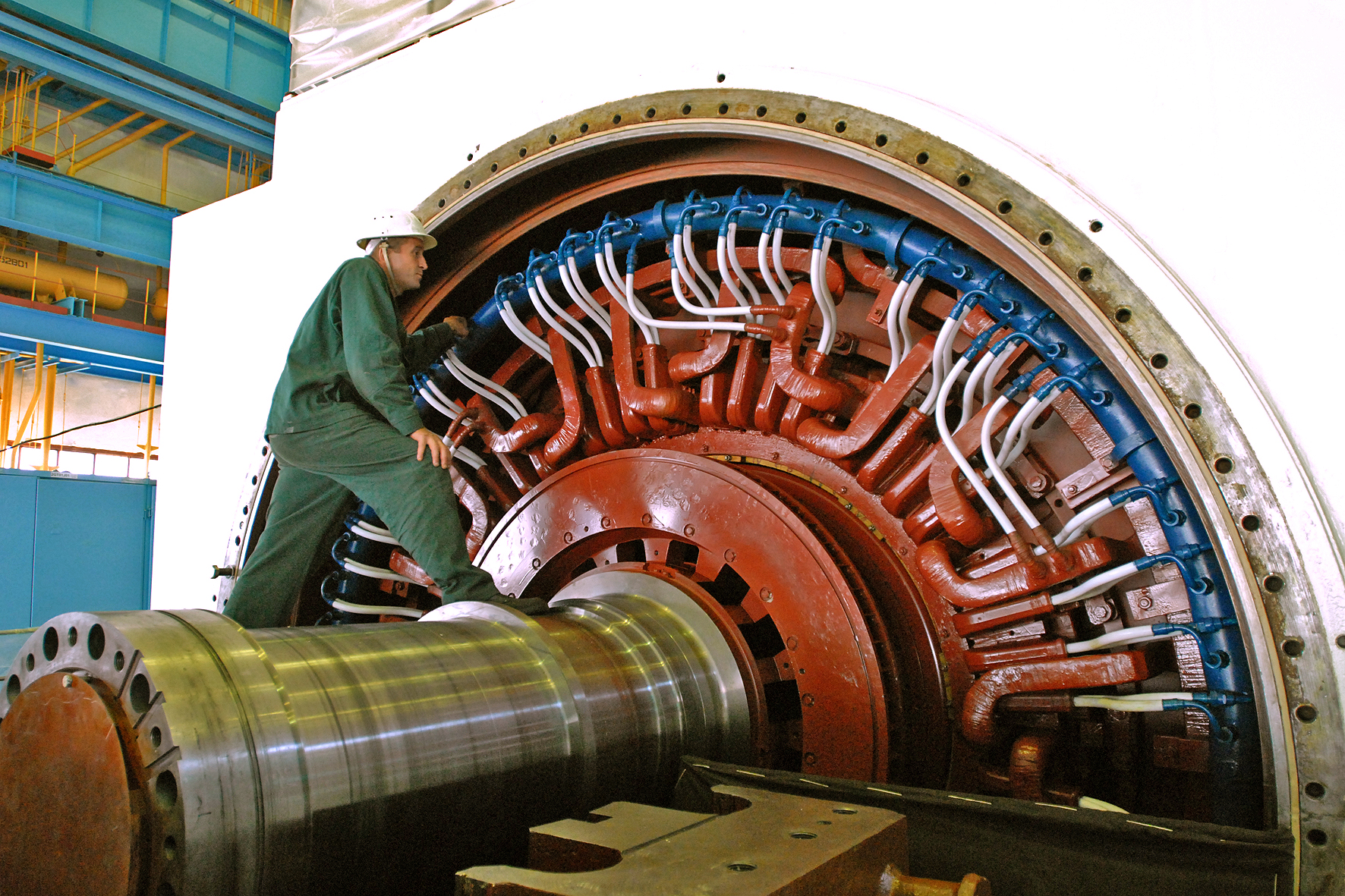
Турбогенератор ТВВ-1000 під час ремонту

Трифазні синхронні турбогенератори ТВВ-1000 призначені для вироблення електроенергії при безпосередньому з'єднанні з паровими турбінами. Активна потужність — 1000 МВт, напруга 24 кВ, частота обертання ротора 1500 (3000) об/хв. Генератор являє собою трифазну неявнополюсну електричну машину, що складається з нерухомої частини (статора), яка містить у собі сердечник і обмотку й під'єднується до зовнішньої мережі, і рухомої частини (ротора), на якій розташована обмотка збудження, що живиться постійним струмом. Механічна енергія, що передається від валу турбіни на вал ротора генератора, перетворюється в електричну електромагнітним шляхом: в обмотці ротора під дією електричного струму створюється магнітний потік, який, перетинаючи обмотку статора, наводить у ній ЕРС. Генератор складається із статора, торцевих щитів, ротора, виводів з нульовими трансформаторами струму і гнучкими перемичками, газоохолоджувача, опорного підшипника ущільнення валу і фундаментних плит. Збудження генератора здійснюється від безщіткового збудника типу БВД-1500, що складається з синхронного генератора та обертового випрямляча. Роботу генератора забезпечують безліч допоміжних систем. До кожного турбогенератора через генераторні вимикачі підключається два підвищувальні трифазні трансформатори потужністю по 630 МВ•А кожен, які, з'єднані паралельно і дозволяють видавати номінальну потужність блоку в мережу.

### Список АЕС з РУ ВВЕР-1000
Діючі енергоблоки:
| АЕС                    | № блока     | Проєкт РУ |
| ---------------------- | ----------- | --------- |
| Нововоронезька АЕС     | 5           | В-187     |
| Калінінська АЕС        | 1,2         | В-338     |
| Калінінська АЕС        | 3,4         | В-320     |
| Балаковська АЕС        | 1,2,3,4     | В-320     |
| Ростовська АЕС         | 1,2,3,4     | В-320     |
| Південноукраїнська АЕС | 1           | В-302     |
| Південноукраїнська АЕС | 2           | В-338     |
| Південноукраїнська АЕС | 3           | В-320     |
| Запорізька АЕС         | 1,2,3,4,5,6 | В-320     |
| Рівненська АЕС         | 3,4         | В-320     |
| Хмельницька АЕС        | 1,2         | В-320     |
| АЕС Козлодуй           | 5,6         | В-320     |
| АЕС Темелін            | 1,2         | В-320     |
| Тяньваньська АЕС       | 1,2         | В-428     |
| Бушерська АЕС          | 1           | В-446     |
| АЕС Куданкулам         | 1           | В-412     |

Енергоблоки які будуються:
| АЕС                        | № блока | Проєкт РУ |
| -------------------------- | ------- | --------- |
| Хмельницька АЕС(відмінено) | 3,4     | В-392Б    |
| АЕС Куданкулам             | 2       | В-412     |
| АЕС Белене                 | 1,2     | В-466Б    |
| Тяньваньська АЕС           | 3,4     | В-428М    |